# Пожемаяг
Пожемаяг — посёлок в Прилузском районе республики Коми в составе сельского поселения Черёмуховка.

## География
Находится на правом берегу реки Летка на расстоянии примерно 90 км на юг от центра района села Объячево.

## История
В переводе с коми — Сосновый бор.

## Население
| 2010 |
| ---- |
| 299  |

Постоянное население составляло 431 человек (русские 50 %, коми 37 %) в 2002 году, 299 в 2010.